# Beatrice di Sicilia
Beatrice di Hohenstaufen (Palermo, 1260 – 1307), marchesa consorte di Saluzzo, era la prima figlia di Manfredi di Sicilia e della sua seconda moglie Elena Ducas, figlia del despota d'Epiro Michele II Ducas.

## Biografia
Suo padre Manfredi, prima reggente del fratellastro e del nipote, poi acclamato re dai baroni nel 1258, era impegnato a difendere il regno dalle pretese del Papa che lo considerava proprio vassallo. Manfredi fu però sconfitto da Carlo I d'Angiò nella battaglia di Benevento (1266) e venne ucciso. In seguito alla disfatta e alla morte del padre, Beatrice, insieme ai fratelli ed alla madre, venne imprigionata in Castel del Monte dal nuovo re di Sicilia Carlo d'Angiò, nominato tale da papa Clemente IV. La giovane riacquistò la libertà solo dopo che suo cognato Pietro III d'Aragona nel 1282 liberò la Sicilia dagli angioini.
Nel 1287 sposò Manfredo IV di Saluzzo (1258/59 – 1340) al quale diede due figli:
- Federico (1287 – 29 settembre 1336), marchese di Saluzzo dal 1334 al 1336.
- Caterina, che sposò Guglielmo Enganna, signore di Barge.

In seguito alla morte del suocero Tommaso I di Saluzzo, nel 1296 divenne marchesa consorte di Saluzzo.
Alla sua morte, nel 1307, Manfredo si risposò con Isabella Doria, figlia del genovese Bernabò Doria, che gli diede altri tre figli.

## Ascendenza
|                       |                   |                       | Genitori              |  |  | Nonni |  |  | Bisnonni            |  |  | Trisnonni           |  |
|                       |                   |                       |                       |  |  |       |  |  | Enrico VI di Svevia |  |  | Federico Barbarossa |  |
|                       |                   |                       |                       |  |  |       |  |  | Enrico VI di Svevia |  |  | Federico Barbarossa |  |
|                       |                   | Beatrice di Borgogna  |                       |  |  |       |  |  | Enrico VI di Svevia |  |  |                     |  |
| Federico II di Svevia |                   |                       |                       |  |  |       |  |  | Enrico VI di Svevia |  |  |                     |  |
|                       |                   | Costanza d'Altavilla  | Ruggero II di Sicilia |  |  |       |  |  |                     |  |  |                     |  |
|                       |                   | Costanza d'Altavilla  | Ruggero II di Sicilia |  |  |       |  |  |                     |  |  |                     |  |
|                       |                   | Costanza d'Altavilla  | Beatrice di Rethel    |  |  |       |  |  |                     |  |  |                     |  |
| Manfredi di Sicilia   |                   | Costanza d'Altavilla  |                       |  |  |       |  |  |                     |  |  |                     |  |
|                       |                   | Bonifacio I d'Agliano | …                     |  |  |       |  |  |                     |  |  |                     |  |
|                       |                   | Bonifacio I d'Agliano | …                     |  |  |       |  |  |                     |  |  |                     |  |
|                       |                   | Bonifacio I d'Agliano | …                     |  |  |       |  |  |                     |  |  |                     |  |
| Bianca Lancia         |                   | Bonifacio I d'Agliano |                       |  |  |       |  |  |                     |  |  |                     |  |
|                       |                   | Bianca Lancia         | Manfredo I Lancia     |  |  |       |  |  |                     |  |  |                     |  |
|                       |                   | Bianca Lancia         | Manfredo I Lancia     |  |  |       |  |  |                     |  |  |                     |  |
|                       |                   | Bianca Lancia         | …                     |  |  |       |  |  |                     |  |  |                     |  |
| Beatrice di Sicilia   |                   | Bianca Lancia         |                       |  |  |       |  |  |                     |  |  |                     |  |
|                       | Michele I d'Epiro | Giovanni Ducas        |                       |  |  |       |  |  |                     |  |  |                     |  |
|                       | Michele I d'Epiro | Giovanni Ducas        |                       |  |  |       |  |  |                     |  |  |                     |  |
|                       | Michele I d'Epiro | …                     |                       |  |  |       |  |  |                     |  |  |                     |  |
| Michele II d'Epiro    | Michele I d'Epiro |                       |                       |  |  |       |  |  |                     |  |  |                     |  |
|                       |                   | Melissena             | …                     |  |  |       |  |  |                     |  |  |                     |  |
|                       |                   | Melissena             | …                     |  |  |       |  |  |                     |  |  |                     |  |
|                       |                   | Melissena             | …                     |  |  |       |  |  |                     |  |  |                     |  |
| Elena Ducas           |                   | Melissena             |                       |  |  |       |  |  |                     |  |  |                     |  |
|                       |                   | Giovanni Petralife    | …                     |  |  |       |  |  |                     |  |  |                     |  |
|                       |                   | Giovanni Petralife    | …                     |  |  |       |  |  |                     |  |  |                     |  |
|                       |                   | Giovanni Petralife    | …                     |  |  |       |  |  |                     |  |  |                     |  |
| Teodora di Arta       |                   | Giovanni Petralife    |                       |  |  |       |  |  |                     |  |  |                     |  |
|                       |                   | Elena                 | …                     |  |  |       |  |  |                     |  |  |                     |  |
|                       |                   | Elena                 | …                     |  |  |       |  |  |                     |  |  |                     |  |
|                       |                   | Elena                 | …                     |  |  |       |  |  |                     |  |  |                     |  |
|                       |                   | Elena                 |                       |  |  |       |  |  |                     |  |  |                     |  |